# 第2混成団戦車隊
第2戦車混成団戦車隊（だいにこんせいだんせんしゃたい、JGSDF 2nd Combined Brigade Tank Unit）は、陸上自衛隊日本原駐屯地（岡山県勝田郡奈義町）に駐屯していた第2混成団隷下の機甲科（戦車）部隊で1990年（平成 2年）3月26日に廃止された。

## 概要
1981年（昭和56年） 3月に第2混成団新編に伴い、第13戦車大隊第4戦車中隊を基幹として日本原駐屯地で新編された。四国の第2混成団の隷下部隊であるが演習場での訓練・整備体制等の管理の都合で、警備隊区外に駐屯していた。1990年（平成 2年）3月に戦車の北転事業の影響により廃止された。
部隊マークは、四国の地図の上に2混成団の略語の"ⅡＣＢ"を組み合わせたものであった。

## 沿革
- 1981年（昭和56年）3月25日：第2混成団戦車隊が日本原駐屯地に新編。第2混成団に隷属。
- 1990年（平成02年）3月26日：第2混成団戦車隊（日本原駐屯地）が廃止。

## 廃止時の部隊編成
- 第2混成団戦車隊本部
  - 本部班：73式小型トラック
  - 整備班：60式装甲車
  - 管理班：73式大型トラック
- 第1戦車小隊：61式戦車
- 第2戦車小隊：61式戦車
- 第3戦車小隊：61式戦車

## 廃止時の主要装備
- 61式戦車
- 60式装甲車
- 73式小型トラック
- 73式中型トラック
- 73式大型トラック
- 64式7.62mm小銃